# Bill Cosby Is Not Himself These Days
Bill Cosby Is Not Himself These Days è un album discografico dell'attore comico statunitense Bill Cosby pubblicato nel 1976 dalla Capitol Records.

## Il disco
A partire dal 1964, per nove anni, Cosby pubblicò almeno un album all'anno. Dopo una pausa di tre anni, questo fu il suo primo album comico fin da Fat Albert del 1973, e Cosby non sarebbe tornato a registrare un altro album comico-musicale sino a My Father Confused Me... What Must I Do? What Must I Do? del 1977. Inoltre è il primo LP di Cosby pubblicato dalla Capitol Records. In esso, l'attore si produce in parodie di vari artisti rhythm and blues, tra i quali James Brown e Barry White. Le canzoni sono scritte da Cosby in collaborazione con il produttore/tastierista Stu Gardner.
Il primo singolo estratto dal disco, Yes, Yes, Yes, divenne uno dei più grandi successi di Cosby dopo Little Ole Man (Uptight, Everything's Alright), raggiungendo la posizione numero 46 nella Billboard Hot 100 e la numero 11 nella classifica dei singoli rhythm and blues di Billboard. Nella canzone, Cosby prende in giro il tono di voce caldo e profondo utilizzato da Barry White per cantare. Il brano Ben è stato campionato dai Jurassic 5 nella loro canzone del 2002 After School Special.

## Tracce
1. Yes, Yes, Yes – 3:21 (Cosby/Gardner)
2. Chick on The Side – 3:20 (Cosby/Gardner)
3. Shift Down – 4:07 (Cosby/Gardner/Lansbury)
4. I Luv Myself Better Than I Luv Myself – 6:00 (Cosby/Gardner)
5. Do It to Me – 3:22 (Cosby/Gardner)
6. Ben – 3:22 (Cosby/Gardner)
7. You're Driving Me Crazy – 3:59 (Cosby/Gardner)
8. Garbage Truck Lady – 2:38 (Cosby/Gardner)
9. Luv Is – 3:93 (Cosby/Gardner)
10. What to do with life – 2:58 (Cosby/Gardner)

## Formazione
- Ollie E. Brown – batteria
- Bill Cosby – voce
- Tony Drake – chitarra
- Larry Farrow – tastiere
- Stu Gardner – pianoforte
- Albert Hall – trombone
- Fred Jackson Jr. – sassofono
- Melvin Moore – tromba
- Nate Neblett – batteria
- Ray Parker, Jr. – basso, chitarra
- Doug Richardson – flauto, sassofono
- David Sheilds – basso
- Wah Wah Watson – chitarra